# Брат
Брат је мушка особа која дијели једног или оба родитеља са другом особом. Иако се израз обично односи за родбински однос, понекад се користи и за неродбинске везе.